# French touch (musique)
Pour les articles homonymes, voir French touch.
La French touch ([fɹɛntʃ tʌtʃ] ; litt. « la patte française »), ou French house, est un courant musical né en France en 1990 et reconnu internationalement comme la déclinaison française de la musique house. Si au départ ce courant s'inscrivait dans cette dernière par l'utilisation de samples souvent puisés dans le funk et le disco, au fil des années, ses sources d'inspiration se sont étendues à tous les styles musicaux.
Ses principaux représentants sont issus de la scène électronique parisienne des années 1990.

## Origine du nom
L'appellation apparaît pour la première fois à Paris en juin 1987, lorsque Jean-Claude Lagrèze, le photographe des nuits parisiennes, crée les soirées French touch au Palace, faisant découvrir la musique house et les DJ Laurent Garnier, Guillaume la Tortue et David Guetta.
L'expression est ensuite reprise en 1991 au dos d'un blouson créé la même année par Éric Morand pour le label Fnac Music Dance Division et portant l'inscription « We Give a French Touch to House » (« Nous donnons une touche française à la musique house »),. Les journalistes britanniques popularisent le terme et contribuent à la diffusion du mouvement outre-Manche où arrivent, à partir de 1996, des productions électroniques françaises en grande quantité.

## Années 1980

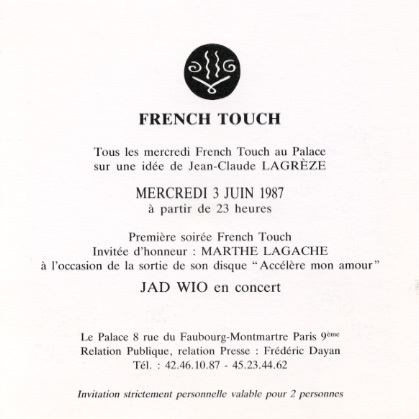
Carton d'invitation à la première soirée French touch au Palace, à Paris, en 1987.

En 1988, Margaret Thatcher, à l'époque Première ministre britannique, décide d'interdire les rassemblements autour de la « musique répétitive », à la suite de l'hystérie provoquée par le Second Summer of Love. Cette mesure anti-techno va inciter les grandes raves (fêtes techno) du Royaume-Uni à s'exiler en France.
À l'été de cette même année, les jeunes Français découvrent donc les raves et les DJ techno. Parmi eux, Laurent Garnier sera, avec Erik Rug, l'un des premiers DJ à mixer les classiques techno et house de Chicago ou de Détroit à Paris en club lors des soirées H3O à la Locomotive,,.
Plus tard, un label britannique underground et avant-gardiste, Mo' Wax, semble avoir influencé certains des précurseurs de la scène française comme Guillaume la Tortue, Francesco Farfa, Jérôme Pacman, Olivier le Castor, Jack de Marseille, Étienne de Crécy et Philippe Zdar (futurs Motorbass), Snooze, DJ Grégory, Shazz ou Kid Loco, alors férus de rock, de hip-hop ou de jazz. Aussi les influences de cette génération d'artistes se trouvent-elles non seulement dans les tubes acid jazz et techno de l'époque mais aussi dans le funk, la disco, le jazz et la soul.

## Années 1990

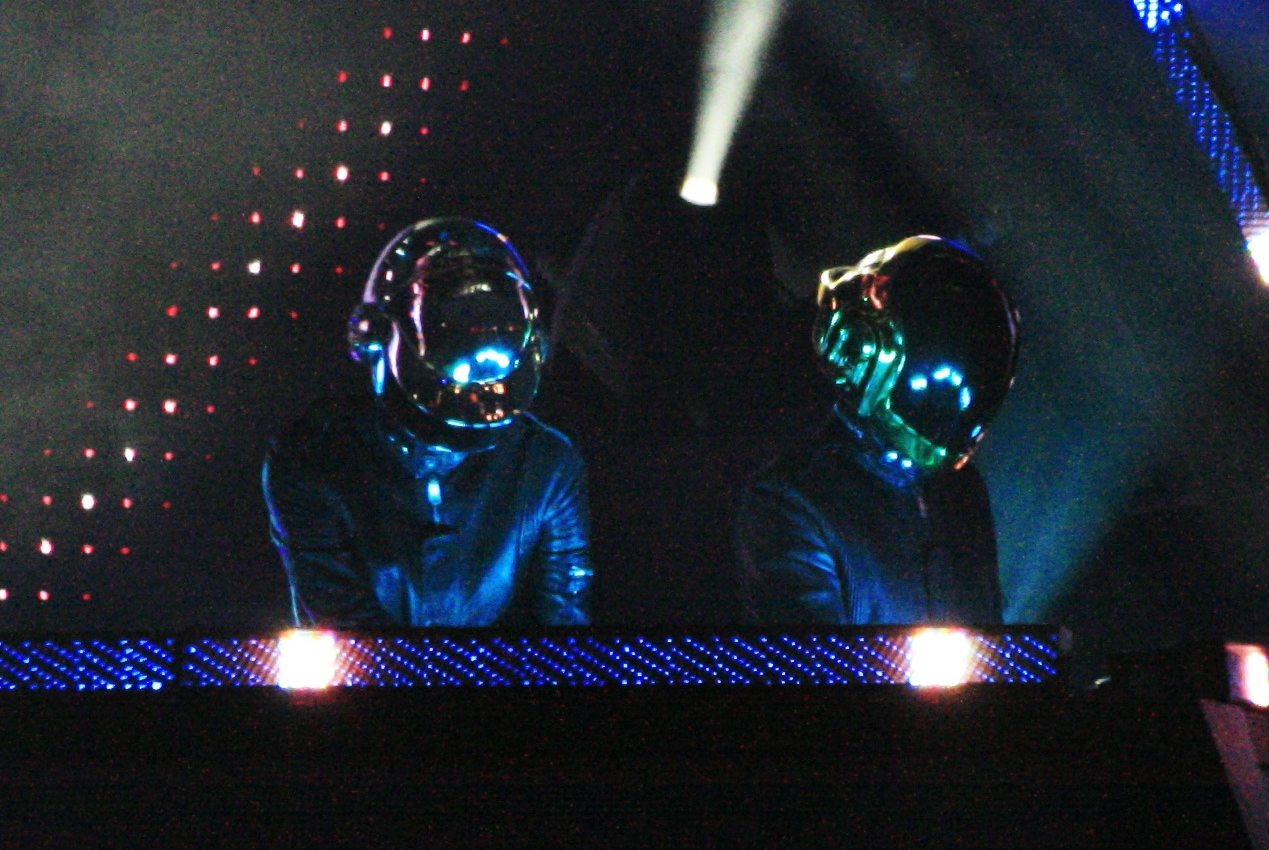
Daft Punk au O2 Wireless Festival.

En 1994, Alain Hô, alias DJ Yellow, fonde, avec Christophe Le Friant, alias Bob Sinclar, le label Yellow Productions dans le quartier du Marais à Paris. Le succès vient en peu de temps : DJ Yellow et Bob Sinclar sont invités à jouer à l'étranger, au Japon ou aux États-Unis. Au début des années 1990, peu de DJ français, à l'exception notable de Laurent Garnier essentiellement en Angleterre pour la house music, ou de Dimitri from Paris un peu plus tard, se produisent hors des frontières. La création de son propre label permet de s'affranchir des majors, alors frileuses face à cette vague de créations francophones.
Les artistes de la scène française commencent à produire et à éditer des titres qui grimpent rapidement dans les classements britanniques et ne laissent pas indifférents les critiques d'outre-Manche, lesquels n'hésitent pas à prendre l'Eurostar pour venir les écouter et écrire des articles sur la « French disco », le « Paris beat », la « French hype », la « nouvelle vague » ou même la « baguette beat ». « Ce sont clairement les anglais qui ont fait que la French touch a existé, ils ont écrit dessus, fait des critiques » précise Patrick Vidal. La French touch balbutiante voit apparaître Air, Dimitri from Paris, La Funk Mob et DJ Cam, artistes produisant des sonorités très influencées par le trip hop. Mais les styles musicaux sont encore variés et une véritable différenciation se fait entre les DJ jouant de la house (laquelle n'est guère répandue en France à l'époque) et les autres. Les Daft Punk commencent à travailler chez eux à leurs premiers EP. Mais la France, à l'exception de Nova, FG ou le magazine Coda, s'intéresse alors peu à la techno ou à la house : le mouvement est encore très marginal au début des années 1990 et se concentre en quelques points névralgiques de la capitale, notamment chez les disquaires, où ces mêmes artistes sont à l'affût des nouveautés. Plusieurs de ces artistes en devenir se croisent alors chez Rough Trade, disquaire ouvert en 1994.
En 1995, la French touch commence à prendre véritablement son essor avec la sortie de l'album Boulevard de St Germain, de son vrai nom Ludovic Navarre. Un disque au son acid jazz et deep house, encensé par la presse britannique, notamment le New Musical Express et Mixmag. Puis en 1996, c'est au tour du duo Motorbass de connaître un succès mondial à la sortie de l'album Pansoul. Début 1997, l'album Homework des Daft Punk achève d'établir ce mouvement musical sur les scènes nationale et internationale.
Devant la fraîcheur et l'originalité que possèdent alors ces artistes provenant quasi exclusivement de France, la presse anglo-saxonne a l'idée de nommer tout simplement ce son French touch. Sans forcément d'autre pertinence que leur origine, beaucoup d'artistes français seront dès lors étiquetés French touch, comme en témoigne la diversité des productions de l'époque.
Dans la foulée, d'autres artistes participent à ce phénomène : Étienne de Crécy, avec sa compilation Super Discount, Cassius, Alex Gopher, Demon, Grand Popo Football Club, Air ou encore Dimitri from Paris qui a déjà une carrière de « remixeur » dans les années 1980 ; ce dernier vend un demi-million d'exemplaires de Sacrebleu : cet album « faisait partie de la french touch, avec ce son unique, ce côté français qui était une blague pour moi mais qui plaisait aux étrangers. Cette synergie a créé la demande, c'était nouveau », précise-t-il. Certaines soirées, dont celles des Folie's Pigalle, du Palace programmées par David Guetta et Pedro Winter ou encore les soirées « Respect » au Queen, deviennent les hauts lieux de la French touch, voyant passer tout ce que la scène française compte de DJ aux styles musicaux variés. En parallèle, de nombreux DJ français comme DJ Cam, DJ Deep ou Jérôme Pacman, ne participant pas à ce mouvement à cause de leur style jungle, rap ou deep house par exemple, profitent de l'engouement de la french touch pour se produire abondamment à l'étranger : « Qu'on aime ou pas Daft Punk et la French Touch, ça nous a servi. Ils ont mis la France en avant, on a commencé à tourner dans le monde entier, tout le monde voulait nous booker. On était pris au sérieux » affirme D'Julz. Pour le duo Justice, « la French touch n'est pas une famille musicale. En réalité, ce nom désigne les groupes français qui s'exportent à l'étranger. » Olivier Cachin précise : « La French touch n'existe pas. Ce terme fourre-tout n'est qu'un faux nez, une paresse journalistique regroupant des artistes dont le point commun est leur nationalité. »
L'année 1998 est marquée par le titre Music Sounds Better with You de Stardust, morceau produit par Thomas Bangalter, Benjamin Diamond et Alan Braxe, devenu emblématique de ce mouvement, et qui se vendra à plus de deux millions d'exemplaires dans le monde dès les premiers mois. La French touch entraîne une professionnalisation ainsi qu'une mutation de la scène musicale : alors qu'auparavant DJ et producteurs étaient deux rôles séparés, leurs activités se confondent et plusieurs artistes de l'époque ne sont disc jockeys qu'accessoirement,.
Vers 1998, les grandes maisons de disques veulent leur production étiquetée « French Touch », « beaucoup s'y sont mis pour le business, et ça s’essouffle parce qu'il y a superproduction. Ça fini par saouler tout le monde ». L'inondation du monde entier par la French Touch pousse celle-ci vers sa propre fin et, en 1999, le rythme ralentit, nombre d'artistes changent de voie. Ces années-là, la mention « French touch » passe pour ringarde et il devient indispensable pour les artistes français de s'en démarquer ; cette « ringardise » entraine dans son sillage nombre de DJ français, même s'ils ne font pas partie de la French Touch.

## Années 2000
Si l'essouflement observé à la fin des années 1990 se confirme au changement de millénaire, malgré l'activité de certains labels comme Roulé de Thomas Bangalter produisant des artistes comme DJ Falcon, le milieu des années 2000 marque cependant le retour de la French Touch sur la scène internationale, toujours essentiellement à travers sa musique électronique. Cela se traduit d'une part par des DJ et producteurs de musique house accédant à la renommée internationale grand public comme David Guetta, Joachim Garraud, Bob Sinclar ou Martin Solveig, d'autre part par l'avènement d'artistes produisant une musique électronique plus éclectique comme Justice et les artistes du label Ed Banger de Pedro Winter avec l'influence active de DJ Mehdi, ancien producteur précoce et à succès de musique hip-hop et de rap français. Dans cette nouvelle vague, parfois qualifiée de French Touch 2.0, des artistes de la vague précédente retrouvent un second souffle comme Cassius, Étienne de Crécy ou Laurent Wolf, maintiennent leur dynamique internationale comme Daft Punk ou se révèlent comme Lifelike puis, au tournant des années 2010, Kavinsky et Yuksek,,.